# Palazzo Portigiani
Palazzo Portigiani, o Da Cepparello Pasquali, si trova in via de' Rondinelli 4 a Firenze.

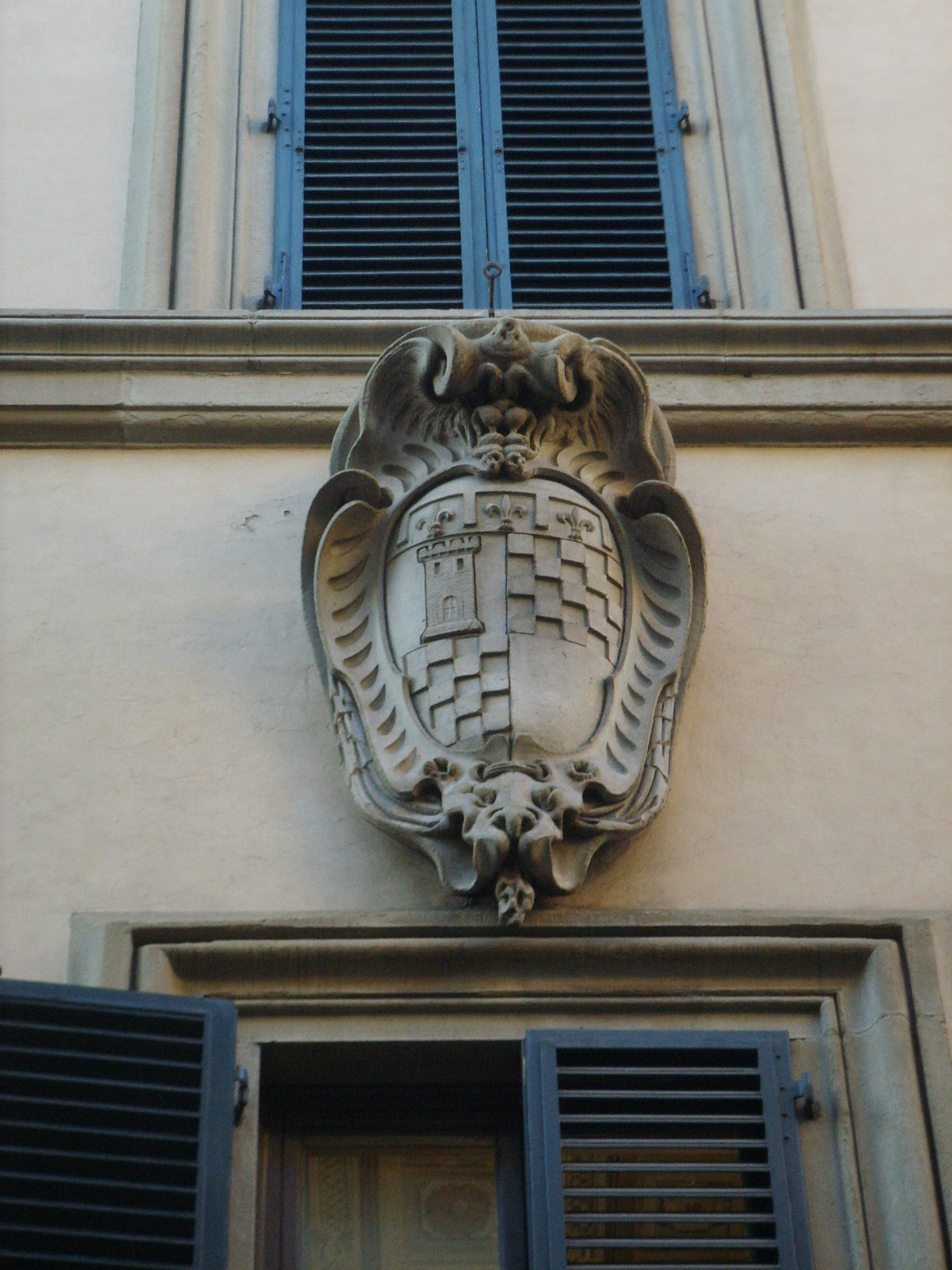
Lo stemma Portigiani

Fu costruito dai Portigiani nel XVI secolo, e di questa famiglia resta lo stemma al centro della facciata, con una torre inquartata tra due scacchiere, che nella versione a colori sono rosse e d'argento.
Nel 1685 Cosimo di Girolamo Pasquali, proprietario dell'attiguo palazzo Pasquali, acquistò la proprietà da Giovanni Vincenzo Portigiani con l'intento di ampliare la propria residenza.
In quel periodo venne affrescato un salone per celebrare il matrimonio tra Cosimo di Girolamo Pasquali e Camilla Bourbon del Monte. Oggi appartiene alla Cassa di Risparmio di San Miniato.